# Selectable Output Control
Der Begriff Selectable Output Control (SOC) (zu deutsch etwa wählbare Ausgabesteuerung) ist ein von der Federal Communications Commission (FCC) eingeführter Oberbegriff über die Möglichkeit, bei der Ausstrahlung von Medieninhalten über digitale Steuersignale des Senders gezielt bestimmte Signalausgänge eines Empfangsgerätes zu (de-)aktivieren.

## Bedeutung
Besondere Bedeutung erlangt eine solche Technik im Zusammenhang mit Kopierschutzverfahren wie HDCP oder DTCP, indem etwa analoge Signalausgänge abgeschaltet oder in der Signalqualität reduziert sowie der parallel vorhandene Kopierschutz auf digitalen Bildausgängen aktiviert werden kann. Ebenso ist es denkbar, dass per DTCP angesteuerte Aufzeichnungsgeräte ein Steuersignal erhalten, das die Aufzeichnung von übertragenen Inhalten verhindert.

## Übermittlung
SOC an und für sich ist nur ein Oberbegriff. Es gibt keinen allgemeingültigen Standard, der das Verhalten von Empfangsgeräten (gleich welcher Art) auf Steuersignale für Kopierschutz definiert. Generell ist auf den meisten derzeit genutzten Übertragungswegen (via DVB) keine einheitliche Übermittlung von Kopierschutz- oder SOC-Steuersignalen definiert. Alle derzeit verwendeten Techniken sind proprietärer Natur, wie etwa das "Broadcast Flag", das Premiere in Deutschland verwendet, um auf "Premiere HD" zertifizierten HDTV-Receivern beim Umschalten auf "Premiere HD Film" den HDCP-Schutz des HDMI-Ausgangs zu aktivieren und die Komponenten-Ausgänge auf SDTV-Bildqualität herunterzuschalten.
Derzeit ist es nach 18 FCC Rcd. 20885 in den USA verboten, Techniken zu SOC zu verwenden, um Signalausgänge komplett abzuschalten, sofern dabei zugelassene analoge oder digitale Schnittstellen betroffen sind.
Ein sogenanntes 'Broadcast Flag' bewirkt lediglich, dass auf digitalen Bildausgängen der Kopierschutz HDCP aktiviert und analoge Bildausgänge in der Signalqualität auf SDTV herunterskaliert werden. Gleichwohl stellt ein Broadcast-Flag auch eine Untermenge von SOC-Techniken dar.